# Невеста Бугеди
«Невеста Бугеди» (англ. Bride Of Boogedy) — продолжение фильма «Мистер Бугеди», семейный фильм, снятый режиссёром Озом Скоттом в 1987 году.

## Сюжет
Действие этой комедии происходит в вымышленном городе в Новой Англии, где семья Дэвис встречается со злобным трёхсотлетним призраком — мистером Бугеди. Мистер Бугеди вселяется в нескольких человек и старается через них вернуть свой волшебный плащ, чтобы, как и в предыдущей части, нести разрушение всему живому. Он также ищет свою возлюбленную Мэрион, и ничто не остановит Бугеди — даже если придётся сделать новую Мэрион.

## В ролях
- Ричард Мазур — Карлтон Дэвис
- Мими Кеннеди — Элоиза Дэвис
- Тэмми Лорен[англ.] — Дженнифер Дэвис
- Дэвид Фаустино — Корвин Дэвис
- Джошуа Рудой — Реджинальд Эрнест Дэвис
- Леонард Фрей — Уолтер Уизерспун
- Ховард Витт[англ.] — Уильям Хановер/Мистер Бугеди
- Юджин Ливай — Том Линч